# Indaiatuba Rugby Clube
O Indaiatuba Rugby Clube, também chamado de Tornados, é um clube brasileiro de Rugby Union fundado no dia 23 de junho de 2007 sediado na cidade de Indaiatuba, interior do estado de São Paulo.

## História
Em 2007, um grupo de garotos liderados por Vinicius “Furby” Cremasco se mostraram interessados em praticar o rugby, inspirados pelas partidas da Copa do Mundo de Rugby de 2007. Aliado ao conhecimento e vontade de Ricardo Barbosa (ex-atleta do Bandeirantes, R.I.P.) e também de Julius Laucevicius (ex-atleta do Alphaville Tênis Clube) em ter uma equipe, o projeto de formação de um clube teve início, com o convite a possíveis praticantes e montagem da estrutura física e da equipe de trabalho. Desta forma, surgiu o Indaiatuba Rugby Clube, que ganhou o apelido de Tornados, oficialmente em 29 de março de 2008.
O clube apresentou um crescimento ao realizar uma parceria com o Restaurante Moinho Bela Vista. O fato do estabelecimento contar com um campo de futebol em seu terreno fez com que o clube adaptasse a estrutura para as exigências da prática do rugby. Assim sendo, o clube realizou mais partidas amistosas e de competição. Ainda em 2008, o clube disputou o Campeonato Paulista de Rugby Série B e da Copa do Brasil de Rugby.
No ano de 2009, o clube continuou a disputar competições oficiais, como o CPI e a Copa do Brasil. Neste ano o Tornados conquistou também o seu primeiro título: a Taça de Prata do CPI.
No ano de 2012, o clube conquistou seu primeiro título do campeonato paulista série B e também seu primeiro título nacional, com a conquista do Copa do Brasil (série B do campeonato Brasileiro). Com esse feito, ganharam o direito de disputar o jogo de acesso para o Super10 contra o BH Rugby.
Em 2014, após o vice campeonato paulista da série B, foi conquistada a vaga para o campeonato paulista A do ano seguinte.
Em 2015 a equipe adulta participou pela primeira vez na história do clube da divisão de elite do campeonato estadual e também voltou a participar da Copa do Brasil. Neste mesmo ano foi inaugurado o campo de Rugby municipal de Indaiatuba, que possui uma estrutura que é pouco encontrada no Brasil, consagrando a relevância do esporte e do clube na cidade e região. Hoje os jogos são realizados somente nesse campo e esporadicamente no campo do Sesi Indaiatuba.
Em 2018 a equipe adulta mais um vez conquistou a Taça Tupi (série B do campeonato Brasileiro), se tornando Bicampeão e também conquistou o título de campeão do Paulista B.
A agremiação também possui equipes de categorias de base, adulto masculina e feminina, e realiza oficinas junto a escolas e instituições para difundir o rugby em Indaiatuba e região.

## Campos
O campo de Rugby municipal de Indaiatuba é um dos poucos no Brasil que se adequa as determinações da IRB (International Rugby Board) em termos de dimensão e estrutura técnica para a prática da modalidade. As dimensões do espaço de jogo são de 90m x 68m, com o campo tendo área de escape, demarcação única da modalidade e postes nos tamanhos oficiais.

## Taça Tupi 2018
No dia 29 de setembro de 2018 o Tornados sagrou-se campeão da Taça Tupi em jogo contra o Serra, em Caxias do Sul, pelo placar de 28x27.

## Campeonato Paulista Serie B 2018
No dia 15 de setembro de 2018 o Tornados sagrou-se bicampeão da série B em jogo contra a Engenharia Mackenzie, pelo placar de 21x17.

## Campeonato Paulista Serie B 2012
No dia 23 de junho de 2012, mesmo dia em que o clube completava 5 anos de história, o Tornados consagrou-se campeão paulista da série B com vitória expressiva fora de casa sobre a Poli (time campeão em 2011) por 42x22. 
Na semifinal o Tornados venceu o Vale fora de casa por 15x14 em um jogo muito emocionante onde o time da casa perdeu um penal acertando o poste no último lance da partida.
Foi um ano de muito trabalho, com alguns momentos de muita dificuldade para a equipe de Indaiatuba, nesse ano também o Tornados teve seu primeiro Try Man em campeonatos estaduais, porem o time se manteve sempre muito unido dentro foram de campo e assim conseguiu alcançar seu objetivo no campeonato.

## Copa do Brasil 2012
A equipe indaiatubana conquistou o direito de representar o estado de São Paulo na competição após a conquista no estadual. 
Em sua estreia na competição a equipe do Tornados enfrentou a equipe de Londrina, em Londrina, e venceu pelo placar de 36x15. 
Nas semifinais o clube viajou até Porto Alegre para enfrentar a forte equipe do Charrua e venceu por 18x13 um jogo duríssimo, decido apenas na prorrogação.

Na grande final, dia 22 de setembro de 2012 (3 meses depois da conquista no paulista) o Indaiatuba enfrentou o Alecrim do RN e após mais um jogo disputadíssimo, digno de uma final de campeonato, tornou-se campeão da Copa do Brasil 2012, pelo placar de 12x06.

## Títulos e colocações
Nacionais
- Copa do Brasil de Rugby - 3º colocado - 1 vez (2009)
- XIX SPAC Lions 7's (9º colocado, Campeão Taça Bowl) - 1 vez (2011)
- Copa do Brasil de Rugby - Campeão - 1 vez (2012)[2]
- Taça TUPI - Campeão - 2 vez (2018)
- Super 13 - 10º colocado - 1 vez (2019)
- Campeonato de Rugby XV - 15º colocado - 1 vez (2023)

Estaduais
- Campeonato Paulista - Série B - 3º Colocado - 1 vez (2009)
- Campeonato Paulista - Série B - Campeão - 1 vez (2012)
- Campeonato Paulista Juvenil - 9º Colocado - 1 vez (2013)
- Campeonato Paulista - Série B - 4º Colocado - 1 vez (2013)
- Campeonato Paulista - Série B - 2º Colocado - 1 vez (2014)
- Campeonato Paulista - Série A - 8º Colocado - 1 vez (2015)
- Campeonato Paulista - Série B - 3º Colocado - 2 vez (2016)
- Campeonato Paulista - Série B - 3º Colocado - 3 vez (2017)
- Campeonato Paulista - Série B - Campeão - 2 vez (2018)
- Campeonato Paulista - Série A - 7º Colocado - 1 vez (2019)
- Campeonato Paulista Masculino - Série A - 8º Colocado - 2 vez (2023)
- Campeonato Paulista Rugby 7' s Feminio - 6º Colocado - 1 vez (2023)
- Campeonato Paulista Juvenil - M16 Masculino - 7º Colocado - 1 vez (2023)
- Campeonato Paulista Juvenil - M16 Feminino - Campeão - 1 vez (2023)

Regionais
- Taça Dr. Leon Willian Rheins - Desafio contra Piratas Rugby - Campeão - 1 Vez (2009)
- Jaguars Sevens - Campeão - 1 vez (2009)
- Campeonato Paulista do Interior - Taça de Prata - 1 vez (2009)
- Jaguars Sevens - Campeão- 2 vez (2011)
- Taça Laranja - Desafio contra Tucanos Rugby - Campeão - 1 vez (2016)
- Taça Renato Colicchio - Desafio contra Lechuza Rugby - Vice Campeão - 1 vez (2016)
- 3º Etapa Feminina da Copa São Paulo - (5º colocado, Campeão Taça Prata) - 1 vez (2016)
- Copa RMC - 3º Colocado - 1 vez (2017)
- Taça Laranja - Desafio contra Tucanos Rugby - Vice Campeão - 1 vez (2017)
- Taça Renato Colicchio - Desafio contra Lechuza Rugby - Campeão - 1 vez (2017)
- Sevens de São Roque - 2º Colocado - 1 vez (2017)
- Sevens de São Roque Feminino- (5º colocado, Campeão Taça Bronze) - 1 vez (2017)
- Copa RMC - 1º Colocado - 1 vez (2018)
- Taça Laranja - Desafio contra Tucanos Rugby - Campeão - 2 vez (2018)
- Taça Renato Coliccio - Desafio contra Lechuza Rugby - Campeão - 2 vez (2018)
- Sevens de São Roque - 2º Colocado - 2 vez (2018)
- Copa RMC - 1º Colocado - 2 vez (2019)
- Taça Renato Coliccio - Desafio contra Lechuza Rugby - Campeão - 3 vez (2019)
- Taça Laranja - Desafio contra Tucanos Rugby - Campeão - 3 vez (2019)

## Atletas de destaque
- Alexandre Cichon Franz Filho (Basketão) - Convocado para seleção juvenil brasileira (2010)
- Marcelo Pisani Amato - Convocado para seleção sub23 brasileira (2010)
- Fabiana Sousa - Convocada seleção brasileira feminina de sevens (2010)
- Crislaine Santos (Rosinalda) - Convocada seleção brasileira feminina de sevens (2010)
- Olivia Nogueira - Convocada seleção brasileira feminina de sevens (2011)
- Rafael Cichon Franz (Basketinho) - Convocado para seleção juvenil brasileira (2011)
- Renan Ascoli - TryMan do Campeonato Paulista B (2012)
- Pedro Bedin Franco (Pedrão) - Convocado para seleção juvenil brasileira (2013)
- Marcelo Ramalho (Marcelinho) - Convocado para seleção juvenil brasileira (2013)
- Alcino Pisani Amato - TryMan Campeonato Paulista B (2014), TryMan e maior pontuador do Campeonato Paulista B (2016), TryMan Campeonato Paulista B e Taça Tupi (2018), TryMan Taça Tupi (campeonato Brasileiro da segunda divisão) (2018)
- Maiki Gustavo Lemes dos Santos - Convocado para seleção juvenil brasileira (2018) e primeiro Jogo Internacional com a seleção brasileira (2021)